# إدريس الأزمي الإدريسي
إدريس الأزمي الإدريسي (16 سبتمبر 1966، فاس) رجل اقتصاد ودكتور في الكيمياء، رئيس المجلس الوطني لحزب العدالة والتنمية، في 3 يناير 2012 عين وزيرا منتدبا لدى وزير الاقتصاد والمالية المكلف بالميزانية في حكومة بنكيران.

## مسيرته
عاش إدريس طفولته وجزء من شبابه بمدينة تاونات، التي تابع فيها دراسته الابتدائية، حيث حصل فيها سنة 1977 على الشهادة الابتدائية بمدرسة أولاد آزم التابعة لمجموعة مدارس بوعادل -قيادة بني وليد- إقليم تاونات، وفيها تابع تعليمه الإعدادي والثانوي، التي حصل في ثانويتها سنة 1984 على باكلوريا العلوم التجريبية المزدوجة، وسنة 1999 حصل على باكالوريا الآداب العصرية بالرباط.
عقب حصوله سنة 1989 على الإجازة في الكيمياء بكلية العلوم بجامعة سيدي محمد بن عبد الله بفاس، حصل سنة 1990 على دبلوم الدراسات المعمقة من جامعة بواتيي بفرنسا وبعدها على شهادة الدكتوراه من نفس الجامعة سنة 1994، تخصص الكيمياء التطبيقية.

### مسيرته المهنية
شغل منصب نائب مديرة الخزينة والمالية الخارجية، ومسؤول عن التمويلات والعلاقات الخارجية بوزارة الاقتصاد والمالية، كما تقلد مهمة ممثل المغرب بمجلس إدارة المصرف العربي للتنمية في إفريقيا، وممثل المغرب بمجلس إدارة الشركة المغربية الليبية للاستثمار، وعلى عضوية اللجنة التنفيذية لمجموعة العمل حول فعالية الدعم العمومي للتنمية التابعة لمنظمة التعاون والتنمية الاقتصادية.